# William Parke
William Parke (Bethlehem, 17 gennaio 1873 – New York, 28 luglio 1941) è stato un regista e attore statunitense.

## Biografia
Lavorò anche come attore, specie a teatro. Il suo nome apparve in diverse commedie andate in scena a Broadway sin da inizio secondo fino al 1941, quando recitò in Arsenico e vecchi merletti poco prima della sua morte.

## Filmografia
- Great Men Among Us (1915)
- The Burglars' Picnic - cortometraggio (1916)
- The Knotted Cord - cortometraggio (1916)
- Other People's Money (1916)
- The Shine Girl (1916)
- Prudence, the Pirate (1916)
- The Mystery of the Double Cross, co-regia di, non accreditato, Louis J. Gasnier - serial (1917)
- The Cigarette Girl (1917)
- The Last of the Carnabys (1917)
- The Streets of Illusion (1917)
- Miss Nobody (1917)
- A Crooked Romance (1917)
- Over the Hill (1917)
- Convict 993 (1918)
- The Yellow Ticket (1918)
- The Key to Power, co-regia di, non accreditato, Frederick A. Thomson (1920)
- The Paliser Case (1920)
- A Woman Who Understood (1920)
- Out of the Storm (1920)
- Beach of Dreams (1921)
- Legally Dead (1923)
- The Clean-Up (1923)
- A Million to Burn (1923)
- Ten Scars Make a Man - serial (1924)